# Axel Nelson
Axel Herman Nelson, född 11 september 1880 i Norrköping, död 20 maj 1962 i Uppsala, var en svensk biblioteksman. Han var svärson till Fredrik Ekholm och far till Alvar Nelson.
Nelson, vars far var grosshandlare, blev filosofie doktor i Uppsala 1909 med avhandlingen Die hippokratische Schrift περί φυδώυ, blev andre bibliotekarie vid universitetsbiblioteket där 1912 och förste bibliotekarie 1914. 
Bland Nelsons många skrifter märks Akademiska afhandlingar vid Sveriges universitet och högskolor 1890–1910 (1910), Bibliographia Collijniana (1915 och 1925), Medeltidens latinska bok och skrift (1924), samt en översättning av Richard de Burys Philobiblon (1922). Nelson redigerade även Svensk bokkatalog 1906–1910 (1913) och 1911–1915 (1919).
Han är gravsatt på Norra begravningsplatsen utanför Stockholm.